# Bürgergesellschaft Hof

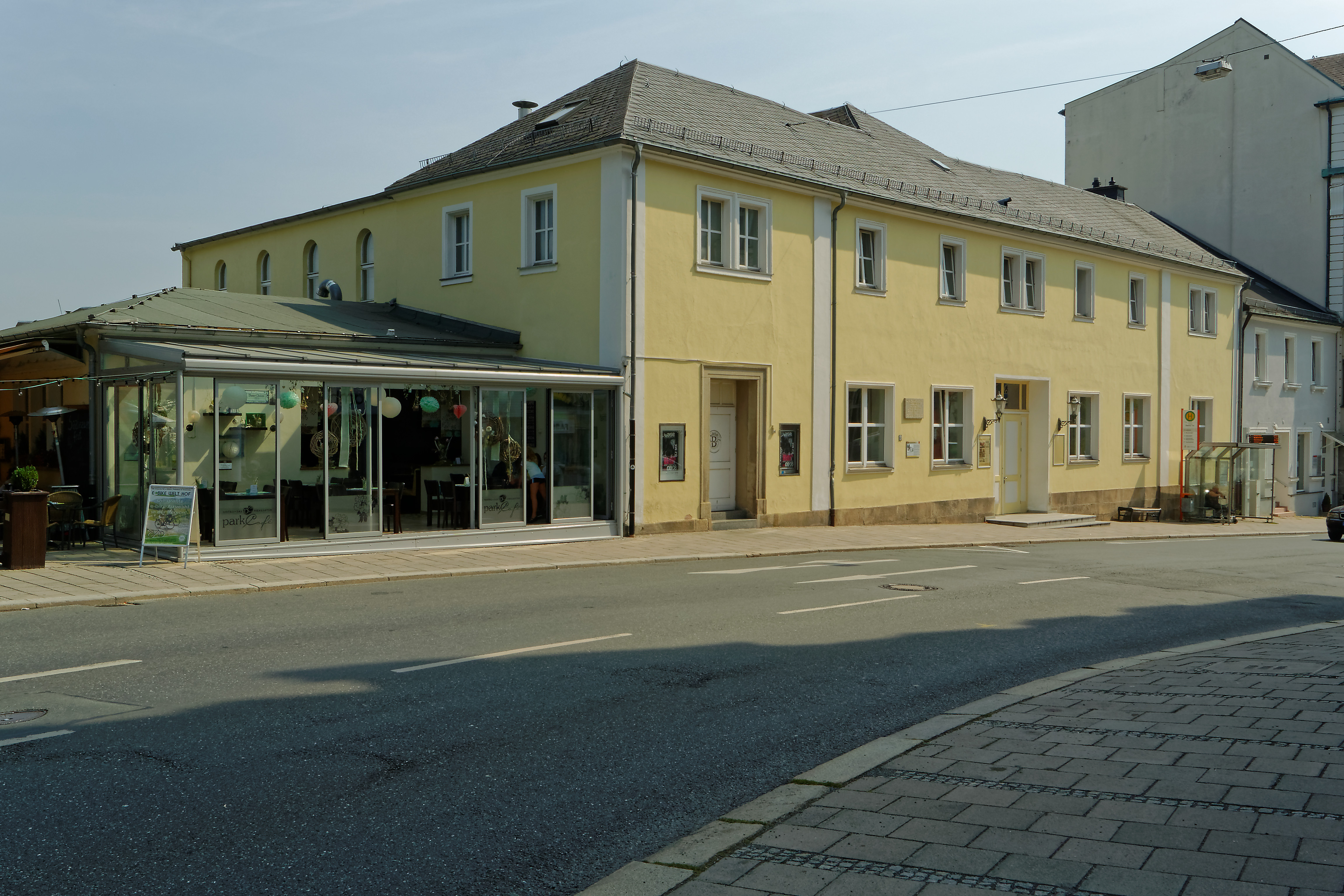
Bürgergesellschaft Hof

Die Bürgergesellschaft Hof ist ein Veranstaltungsort in einem Jugendstilgebäude in der Innenstadt der oberfränkischen Stadt Hof (Saale).

## Geschichte

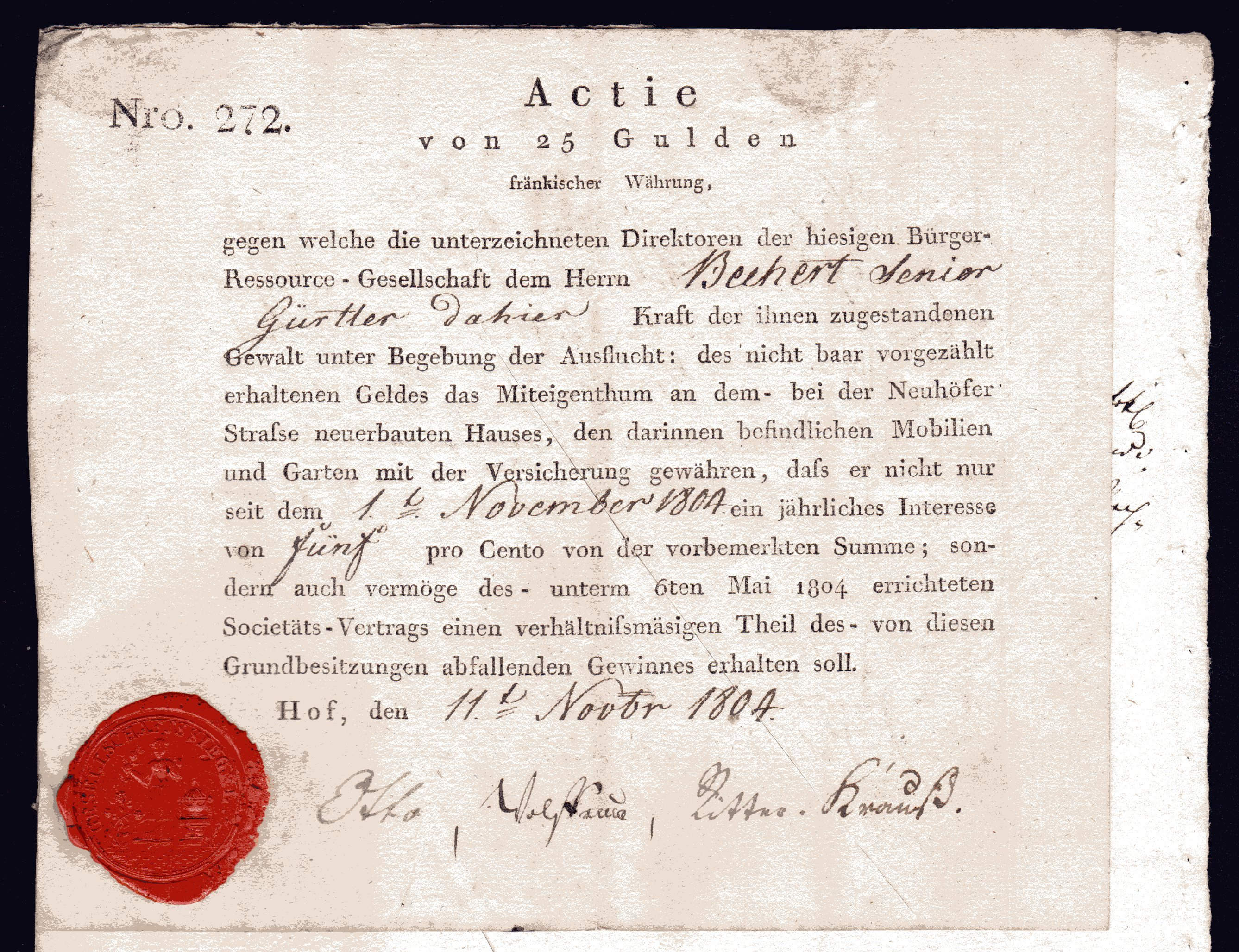
Aktie der Bürger-Ressource-Gesellschaft vom 11. November 1804 – die älteste bekannte Aktie aus Bayern

Die Bürger-Ressource-Gesellschaft wurde am 13. November 1799 durch elf angesehene Bürger von Hof gegründet. Mit der Aktienemission 1804 sollte der Bau eines Versammlungshauses finanziert werden. Da diese Emission dafür nicht ganz ausreichte, kam es zu späteren kleinen Nachfinanzierungen. Für den selbständigen Mittelstand der Stadt Hof diente das Versammlungshaus als Zentrum des gesellschaftlichen Lebens. Die Einrichtung entsprang vor allem dem Wunsch, sich ungestört von Spitzeln unterhalten zu können.
1845 musste das Grundstück dem Staat für Eisenbahnzwecke abgetreten werden, die Entschädigung von 30.000 Gulden war bedeutend mehr, als in die Immobilie investiert worden war. Am Ende wurde der Mehrerlös nicht unter allen Vereinsmitgliedern, sondern nur unter den Aktienbesitzern verteilt.
1848 konnte das neue, bis heute genutzte Vereinsgebäude an der Poststraße bezogen werden. 

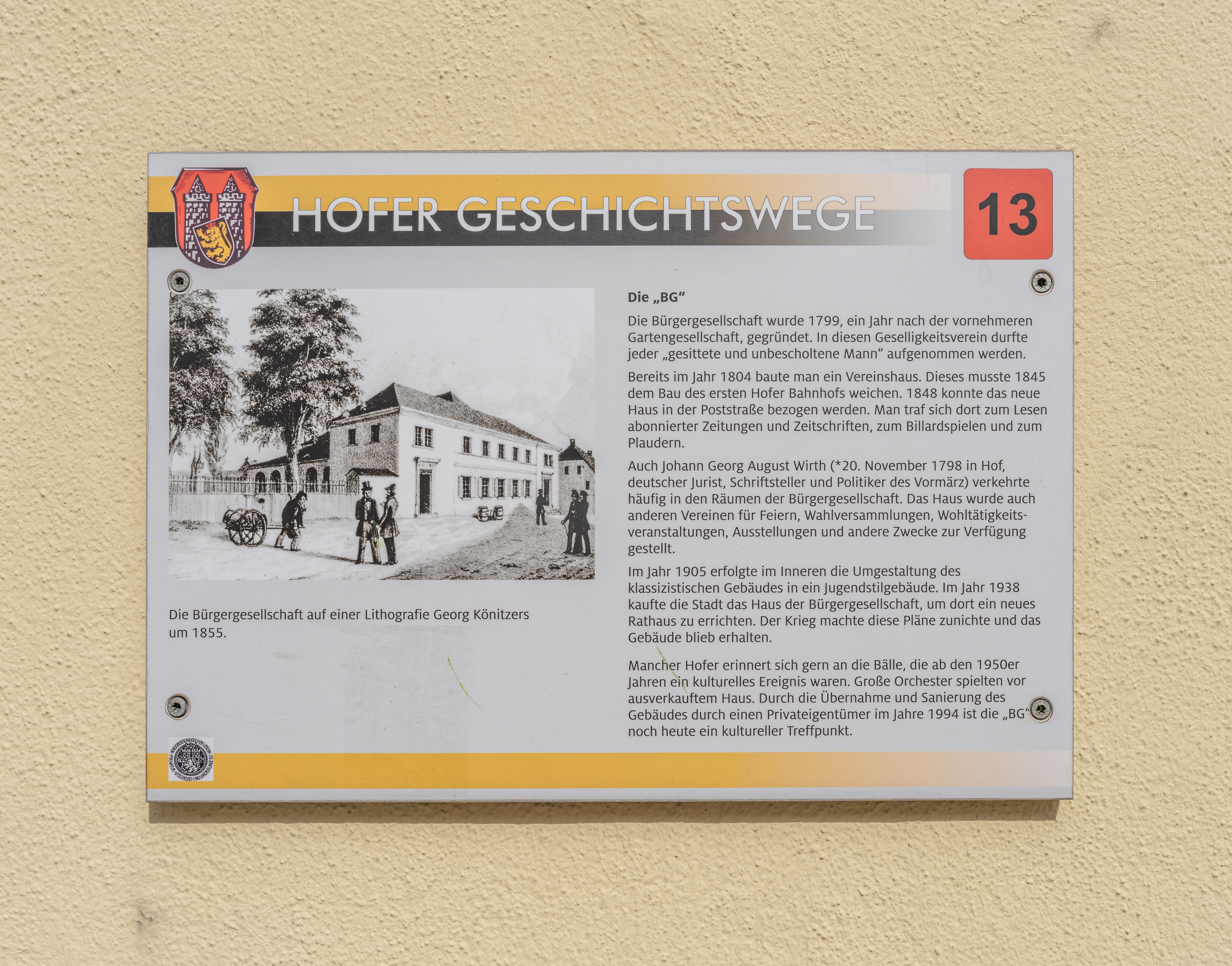
Geschichte der Bürgergesellschaft

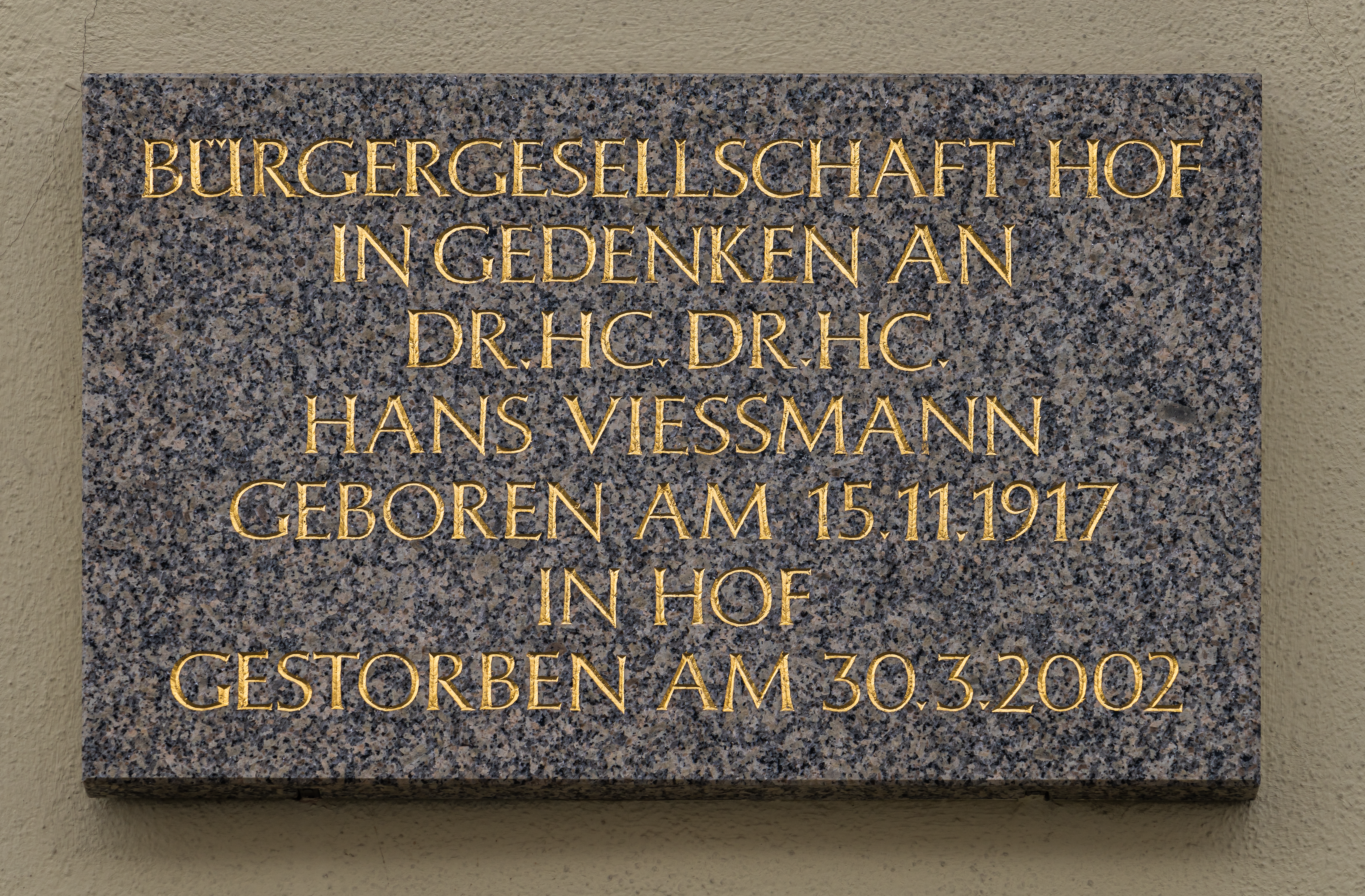
Gedenktafel für Hans Vießmann

1900 erfolgte die Eintragung als „anerkannter Verein“. 1915 wurde aus der Bürger-Ressource-Gesellschaft die Bürgergesellschaft. 1938 verkaufte die Bürgergesellschaft ihr Gebäude an der Poststraße der Stadt, die dort ein Rathaus errichten wollte. Während der Kriegsjahre änderten sich die städtische Planungen und das Gebäude blieb erhalten. Ab den 1950er Jahren wurde das Gebäude wieder für kulturelle Veranstaltungen genutzt.
1994 übernahm der Unternehmer Hans Vießmann das Gebäude und ließ es 1996 aufwändig sanieren.

## Aufbau
Das Haus bietet ein großes Foyer, das für Stehempfänge genutzt werden kann und einen Raum für Schulungen und Seminare. Hauptbestandteil des ganzen Gebäudes ist aber der große Saal mit umlaufender Empore und der Bühne aus dem Jugendstil.